# Station Kielce Białogon
Station Kielce Białogon is een spoorwegstation in de Poolse plaats Kielce.